# Пасай (город)
Пасай (таг. Lungsod ng Pasay) — город в Столичном регионе Филиппин. Согласно переписи 2020 года, население составляет 440 656 человек, что является 10-м показателем в Столичном регионе и 29-м в стране.
Расположен к югу от Манилы. Является местом дислокации большей части Международного аэропорта имени Ниноя Акино.

## История
До прибытия испанских колонизаторов район Пасая входил в состав независимого государства Намаян, располагавшегося на берегах реки Пасиг, между Манильским заливом и озером Бай.
В 1571 году генерал-губернатор Филиппин Мигель Лопес де Легаспи от имени испанской короны вступил во владение раджанатом Майнила и окружающими его государствами, в том числе Намаяном. Местное население было подвергнуто христианизации, основную роль в которой играл орден августинцев. В 1727 году район Пасая перешёл во владение этого ордена, а сам Пасай стал считаться частью города Малате (до этого — часть города Санта-Ана). В 1815 Пасай был выделен из Малате, а 2 декабря 1863 года получил статус самостоятельного города Пинеда (название в честь испанского садовода и благодетеля города Корнелио Пинеды). Этот день считается днём основания города.
Пинеда была одним из эпицентров Филиппино-американской войны 1899—1902 годов. В городе находился один из командных форпостов филиппинской армии, в 1899 захваченный американцами.
В 1901 Пинеда была включена в состав провинции Рисаль. 6 сентября того же года городу возвращено название Пасай. В 1907—1908 годах Пасай был связан с окружающими городами новыми автомобильными дорогами и трамвайной линией, а к середине 1930-х — и железнодорожным сообщением.
В 1941—1945 во время Второй мировой войны Филиппины были оккупированы Японией, а сама страна в 1941—1942 и 1944—1945 была ареной боевых столкновений между американской и японской армиями. В 1942 году был образован город Большая Манила, включивший в себя ряд городов провинции Рисаль, в том числе Пасай. В январе-феврале 1945 Пасай подвергся серьёзным разрушениями во время Филиппинской операции.
1 августа 1945 года город Большая Манила был упразднён и Пасай вновь получил самостоятельный статус. В 1947 Пасай был переименован в Рисаль в честь филиппинского учёного, просветителя, литератора и художника Хосе Рисаля, но в 1950 городу было возвращено прежнее имя.
В 1948 году Пасай стал авиационным центром страны после постройки Международного аэропорта. В 1950—1970-е годы в городе на отвоёванных у Манильского залива землях возведены Культурный центр Филиппин, Театр народного искусства, Манильский киноцентр и международный конференц-центр.
7 ноября 1975 года указом президента Филиппин Маркоса был образован Столичный регион, объединивший 17 городов, в том числе Пасай, выведенный из состава провинции Рисаль. 22 декабря 1979 Пасай, наряду с Манилой, Кесон-Сити, Калооканом и другими городами получил статус высоко урбанизированного города.
В 2006 году в Пасае был открыт крупнейший торговый центр страны «SM Mall of Asia», а территория вокруг него стала превращаться в деловой центр города. В 2010 в окрестностях Пасая построен жилой и развлекательный комплекс Ньюпорт-Сити. В 2012 открыто крупнейшее спортивное сооружение города — многофункциональная «Молл-оф-Азия Арена».

## География
Пасай занимает площадь 18,64 квадратных километров. Граничит с городами Манила (на севере), Макати (на северо-востоке), Тагиг (на востоке), Параньяке (на юге). На западе омывается водами Манильского залива. Город можно разделить на 3 территории: муниципальная территория, комплекс Управления гражданской авиации (включает Международный аэропорт имени Ниноя Акино и авиабазу Вилламор) и отвоёванная земля у Манильского залива. 
Административно Пасай состоит из двух районов, разделённых на 20 зон, включающих 201 барангай. Все административные единицы обозначаются только порядковыми номерами. Первый район включает 9 зон и 94 барангая, второй — 11 зон и 107 барангаев.

## Население
| Год  | Численность, чел. |
| ---- | ----------------- |
| 1903 | 8 201             |
| 1918 | 18 697            |
| 1939 | 55 161            |
| 1948 | 88 728            |
| 1960 | 132 673           |
| 1970 | 206 283           |
| 1980 | 287 770           |
| 1990 | 368 366           |
| 2000 | 354 908           |
| 2010 | 392 869           |
| 2015 | 416 522           |
| 2020 | 440 656           |

## Экономика
В Пасае расположена штаб-квартира Филиппинских авиалиний, находящаяся в финансовом центре города. На территории Международного аэропорта имени Ниноя Акино свои штаб-квартиры имеют ещё 4 авиакомпании.
Правительственные учреждения, находящиеся в Пасае: Сенат Филиппин, Министерство иностранных дел, Управление гражданской авиации Филиппин, Управление международного аэропорта Манилы, главный офис Национального банка Филиппин и другие учреждения.

## Руководство города
Высшим должностным лицом города является мэр, возглавляющий исполнительную власть в городе и избираемый населением на 3 года. С 2019 года эту должность занимает Имельда Каликсто-Рубиано. Законодательную власть осуществляет Городской Совет, состоящий из 12 членов (по 6 от каждого из районов).

## Спорт
Крупнейшими спортивными сооружения в Пасае являются «Молл-оф-Азия Арена», спортивный комплекс Пасай и «Кунета Астродом».
- Молл оф Азия Арена (игровой зал)
- спорткомплекс Пасай
- Кунета Астродом

Единственной профессиональной командой города является «Пасай Вояджерс», выступающая в мужской Филиппинской баскетбольной лиге.

## Образование
В Пасае расположены следующие университеты, институты и колледжи:
- Городской университет Пасая
- Национальный университет
- Университет Арельяно
- Азиатский институт морских исследований
- Международный институт электроники и техники
- Манила Титана колледж
- Ласкон колледж
- Филиппинская юридическая школа
- Веслеянский колледж Манилы
- Филиппинский государственный колледж аэронавтики
- Международный авиационный колледж «Эйр Линк»
- Манильский адвентистский колледж
- Юго-восточный колледж
- СТИ колледж (институт системных технологий)
- Сан-Хуан де Диос колледж

## Международные отношения
В Пасае имеются дипломатические представительства Японии и Латвии.
Города-побратимы:
- Юнион-Сити (Калифорния, США)
- Сакраменто (Калифорния, США)
- Чечхон (Южная Корея)
- Тайнань (Тайвань)

## Галерея
- Пасай
- Пасай Сити Холл
- Бай-Сити (район города)
- Международный аэропорт
- Бизнес Парк
- Пасай Сити Молл
- Бульвар Рохаса
- Городской университет Пасая
- СТИ колледж
- Выставочный центр
- Здание Министерства иностранных дел Филиппин